# Сан-Кристобаль (город, Куба)
Сан-Кристо́баль — муниципалитет и город в провинции Артемиса на Кубе. До 2011 Сан-Кристобаль принадлежал провинции Пинар-дель-Рио.
Город известен тем, что во время карибского кризиса 1962 года недалеко от него развернули дивизионы баллистических ракет.

## Население
Население муниципалитета по данным на 2004 год составляет 70830, а города около 27 000 человек.

## Инфраструктура
Экономика прежде всего представлена сельским хозяйством и сопутствующей ей промышленными предприятиями в городе Сан-Кристобаль. Есть сахарный завод. В последнее время успешно начато производство вина из винограда марки «Bodegas San Cristóbal», собранного на Кубе.
В городе Сан-Кристобаль расположена центральная клиническая больница «Команданте Пинарес» с более чем 400 койко-местами. Эта современная больница обслуживает весь запад провинции Артемиса.